# Eberhard Meumann

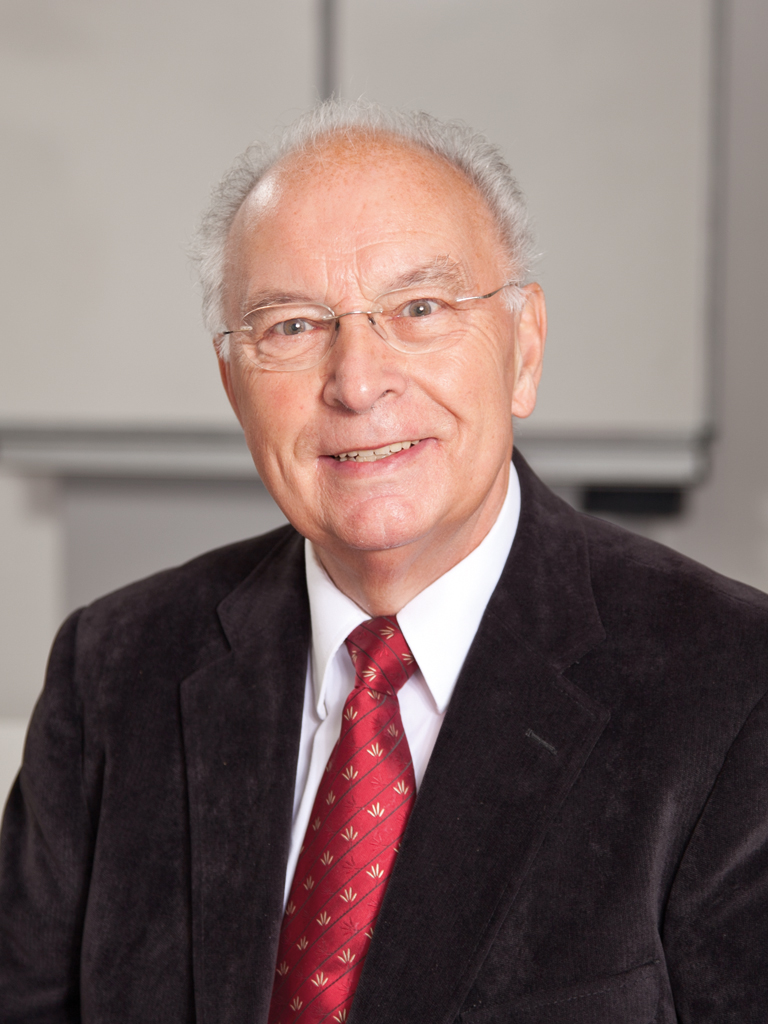
Eberhard Meumann (2018)

Eberhard Holm Meumann (* 12. Februar 1942 in Dresden; † 7. August 2024) war ein deutscher Pädagoge und Begründer des einzigen privaten beruflichen Gymnasiums in Berlin.

## Leben
Meumanns Vater fiel vor seiner Geburt in den ersten Tagen des Russland-Feldzuges. Ausgebombt überlebte er mit seiner Mutter die Luftangriffe auf Dresden und lebte danach in Schellerhau, wo Meumann von 1948 bis 1956 die Grundschule besuchte, ehe er an der Goethe-Oberschule in Klingenthal im Vogtland 1960 das Abitur ablegte.

### Studium und Tätigkeit als Lehrer
Nach dem Dienst bei der Dresdner Bereitschaftspolizei studierte er von 1963 bis 1967 in Dresden am Pädagogischen Institut „Karl Friedrich Wilhelm Wander“ Geschichte, Germanistik, Pädagogik und Psychologie. Nach dem Staatsexamen unterrichtete er an einer Polytechnischen Oberschule im Oberharz und wurde bereits nach dem ersten Jahr im Schuldienst zum stellvertretenden Direktor der mehrzügigen Oberschule berufen.

### Wissenschaftliche Tätigkeit und Forschung
Im Februar 1973 wurde Meumann an der Akademie der Pädagogischen Wissenschaften der DDR (APW) in Berlin mit einer bildungsrechtlichen Dissertation zum Dr. paed. promoviert, nachdem er 1970 eine planmäßige Aspirantur an der zentralen pädagogischen Forschungseinrichtung der DDR absolviert hatte.
15 Jahre trug er danach als stellvertretender Chefredakteur der Zeitschrift Pädagogik Verantwortung für die inhaltliche Gestaltung auf pädagogischem Gebiet.
Mit einer bildungshistorischen Arbeit habilitierte er sich 1982. Ein Jahr später absolvierte Meumann einen Studienaufenthalt an der Akademie der Pädagogischen Wissenschaften der UdSSR in Moskau. Dort beschäftigte er sich vornehmlich mit Leben und Werk Lunatscharskis. Im Jahre 1987 erfolgte seine Berufung zum Ordentlichen Professor für Geschichte der Pädagogik an der Akademie der Pädagogischen Wissenschaften der DDR. Mit Beginn des Jahres 1988 übernahm Meumann die Leitung des Akademieinstituts für Theorie und Geschichte der Pädagogik. Er war Vorsitzender des Wissenschaftlichen Rates für Allgemeine Pädagogik. Diesem Rat gehörten führende Pädagogen an Universitäten und Pädagogischen Hochschulen sowie weiterer zentraler Bildungseinrichtungen an.

### Lehrtätigkeit in der beruflichen Aus- und Weiterbildung
Nach der Abwicklung der APW zum 31. Dezember 1990 arbeitete Meumann als leitender Dozent in der beruflichen Aus- und Weiterbildung unter dem Dach der Deutschen Privaten Akademie für Wirtschaft GmbH (CDI) in München.

## Gründung privater Schulen
Mit einem eigenständigen pädagogischen Konzept gründete Meumann im Jahre 2004 zunächst private Berufsfachschulen bei CDI. Nach der Insolvenz des Trägers gelang es, die Klassen bei Campus Berufsbildung Berlin zu etablieren. Unter der Leitung von Meumann entstanden weitere Privatschulen, insbesondere das einzige private berufliche Gymnasium der Bundeshauptstadt. Unter dem Dach von Campus Berufsbildung gibt es mittlerweile zehn staatlich anerkannte Ersatzschulen an vier Standorten in Berlin mit insgesamt etwa 1.200 Schülern. Meumann war Pädagogischer Direktor des Campus Berufsbildung.

## Veröffentlichungen (Auswahl)
- Entstehung und theoretische Grundkonzeption des „Gesetzes über das einheitliche sozialistische Bildungssystem“ unter besonderer Berücksichtigung der allgemeinbildenden polytechnischen Oberschule. APW, Berlin 1973.
- Geschichte des Deutschen Pädagogischen Zentralinstituts 1949 bis 1952 unter besonderer Berücksichtigung der Herausbildung und Verbreitung  der marxistisch-leninistischen Pädagogik in der DDR. APW, Berlin 1982.
- Education laws und schooling: the case of the German Democratic Republic. In: Education and the law. International Perspectives. Edited by Witold Tulasiewicz and Gerald Strowbridge. London and New York 1993.
- Wegbereiter der neuen Schule. (Hrsg. mit G. Hohendorf und H. König). Volk und Wissen, Berlin 1989.
- Thesen zur Geschichte der zehnklassigen allgemeinbildenden polytechnischen Oberschule der DDR. (Leiter des Autorenkollektivs). In: Pädagogik, Heft 6/1989.
- Praktisches pädagogisches Handeln – Ausgangspunkt und Ziel pädagogischer Theorie (gemeinsam mit Wolfgang Eichler, B. Werner, H. Heimberger). APW, Berlin 1983.
- Zur Geschichte der Erziehung in ihrer Bedeutung für die Lösung aktueller und perspektivischer bildungspolitischer und pädagogischer Aufgaben. Beiträge zur Allgemeinen Pädagogik, Berlin 1989.
- Theoretische Auffassungen vom pädagogischen Prozess. Material für Lehre und Forschung. APW, Berlin 1989.
- Zur Geschichte der Akademie der Pädagogischen Wissenschaften der Deutschen Demokratischen Republik. Dokumente und Materialien. APW, Berlin 1989.
- Zum Verhältnis von Erziehung und Entwicklung der Persönlichkeit. APW, Berlin 1988.